# رومرکز

رومرکز درست روی جایگاه رخ‌داد زمین‌لرزه (کانون ژرفی) در رویهٔ زمین قرار گرفته‌است.

رومرکز زمین‌لرزه (به انگلیسی epicenter یا epicentre) نقطه‌ای روی سطح زمین است که مستقیماً بالای کانون ژرفی، جایی که زمین‌لرزه سرچشمه می‌گیرد، قرار دارد.
به‌هنگام رخ‌داد زمین‌لرزه، رومزکز درست بالای نقطه‌ایست که گسل آغاز به گسیختگی می‌کند و در بیشتر موارد آن منطقه دربرگیرندهٔ بیشترین آسیب می‌شود. ولی در زمین‌لرزه‌های بزرگ، طول گسیختگی گسل بسیار زیاد است و زیان‌ها ممکن است در سراسر مرز گسیختگی گسترش یابد. برای نمونه در زمین‌لرزه سال ۲۰۰۲ دنالی که شدت آن ۷٫۹ در مقیاس مقیاس بزرگای گشتاوری بود، مرکز سطحی زمین‌لرزه در انتهای غربی گسیختگی بود ولی بیشترین خسارت در ۳۳۰ کیلومتری انتهای شرقی منطقهٔ گسستگی وارد شد.

## مکان‌یابی رومرکز
به‌هنگام زمین‌لرزه امواج لرزه‌ای گوی‌وار از کانون ژرفی به بیرون منتشر می‌گردند. در سمت دیگر کرهٔ زمین از کانون ژرفی به‌دلیل اینکه هسته مذاب بیرونی، امواج طولی یا تراکمی (امواج اولیه p-waves) را منکسر کرده، درحالی‌که امواج عرضی یا برشی (امواج ثانویه s-waves) را جذب می‌کند، پدیدهٔ سایه‌افکنی لرزه‌ای رخ می‌دهد. خارج از این نقطهٔ کور، هر دو نوع موج قابل ردیابی هستند ولی به‌دلیل پویش ناهمسان درون زمین، آنها در زمان‌هایی جدا از یکدیگر به سطح می‌رسند. با اندازه‌گیری این اختلاف زمان با هر لرزه‌سنجی و استفاده از نمودار زمان حرکت که فاصله را براساس اختلاف زمان رسیدن دو موج P و S می‌دهد، زمین‌شناسان می‌توانند مرکز سطحی زلزله را فاصله‌یابی کنند. این فاصله دوری از رومرکز زمین‌لرزه نامیده شده که به‌طور عادی با ° (درجه) بیان‌شده و با نماد Δ (دلتا) در لرزه‌شناسی نمایش داده می‌شوند.
زمانی که دوری از رومرکز از دست‌کم سه ایستگاه لرزه‌سنجی برآورد شوند، پیدا کردن مرکز سطحی زمین‌لرزه با روش مساحی تثلیثی کاری آسان است.
دوری از رومرکز در سنجش شدت زمین‌لرزه نیز کاربرد دارد.